# Cantonul Saint-Paterne
Cantonul Saint-Paterne este un canton din arondismentul Mamers, departamentul Sarthe, regiunea Pays de la Loire, Franța.

## Comune
| Comune                | Populație (1999) | Cod poștal | Cod INSEE |
| --------------------- | ---------------- | ---------- | --------- |
| Ancinnes              | ...              | 72610      | 72005     |
| Arçonnay              | ...              | 72610      | 72006     |
| Bérus                 | ...              | 72610      | 72034     |
| Béthon                | ...              | 72610      | 72036     |
| Bourg-le-Roi          | ...              | 72610      | 72043     |
| Champfleur            | ...              | 72610      | 72056     |
| Chérisay              | ...              | 72610      | 72079     |
| Le Chevain            | ...              | 72610      | 72082     |
| Fyé                   | ...              | 72610      | 72139     |
| Gesnes-le-Gandelin    | ...              | 72130      | 72141     |
| Grandchamp            | ...              | 72610      | 72142     |
| Livet-en-Saosnois     | ...              | 72610      | 72164     |
| Moulins-le-Carbonnel  | ...              | 72130      | 72212     |
| Oisseau-le-Petit      | ...              | 72610      | 72225     |
| Rouessé-Fontaine      | ...              | 72610      | 72254     |
| Saint-Paterne         | ...              | 72610      | 72308     |
| Thoiré-sous-Contensor | ...              | 72610      | 72355     |